# Ciudad de San Martín
La Ciudad del Libertador General Don José de San Martín, más conocida como San Martín, es una ciudad del área metropolitana de Buenos Aires (AMBA), en Argentina. Es ciudad cabecera del Partido de General San Martín. El centro de esta ciudad se encuentra a 2,5 km de su acceso más cercano a la Ciudad Autónoma de Buenos Aires. 
Antiguamente recibió el nombre de Santos Lugares de Rosas, desde 1836 hasta 1856. También es la décima estación (Estación San Martín) del ramal José León Suárez perteneciente a la línea  Mitre de ferrocarriles metropolitanos.

## Historia: 1730 - 1900
- En la zona del actual San Martín un pueblo en el actual Gran Buenos Aires, Argentina, al crearse el Virreinato del Río de la Plata, donde se instalan los padres franciscanos y mercedarios. Estas órdenes, gracias a lo producido en sus tierras contribuían al mantenimiento del Santo Sepulcro y de los Santos Lugares de Jerusalén. La Chacra de los franciscanos ocupaba parte de la actual planta urbana y en donde se encuentra la Escuela N.º 1. Los mercedarios estaban en lo que más tarde serían las localidades de San Andrés y Villa Ballester.
- 1730 a 1825: Santos Lugares pertenece al Curato de San Isidro. La población de Santos Lugares se encontraba en la ¨Tierra de la Capilla¨ (calle Mitre de Pellegrini a la Av. Dr. R. Balbín), con chacras y no más de 300 habitantes. En 1843 el gobernador Juan Manuel de Rosas utilizaría la capilla y el convento como un salón de fiestas. Junto a las posesiones de las órdenes existían quintas y chacras que tenían a Buenos Aires como mercado para sus productos. Estas unidades productivas colocaban en la capital virreinal leche, carne de novillo, hortalizas y frutas.
- junio de 1806: sucesos políticos y militares europeos llegan a estos parajes, cuando una fuerza expedicionaria británica semiclandestina, proveniente del sur de África, se apodera fácilmente de Buenos Aires mientras el Virrey Rafael de Sobremonte huye hacia Córdoba. Se comienza a organizar la resistencia con dos protagonistas: el hacendado Juan Martín de Pueyrredón y el marino de origen francés al servicio de España Santiago de Liniers. Este busca tropas a la Banda Oriental mientras el primero "levantaba" la campaña. Reúnen 600 hombres en la Villa de Luján, se detienen en los ¨Caseríos de Perdriel¨. Allí esperaban los ingleses, el desembarco de Liniers con tropas desde la orilla oriental del Río de la Plata. Pero la derrota no fue tan negativa para los patriotas pues dispersada la caballería, puede reunirse otra vez para sumarse a las tropas de Liniers hacia Buenos Aires, reconquistada el 12 de agosto.
- 1811: con la ubicación estratégica de Santos Lugares, se construye una Posta de Correos, del Real Itinerario de Postas de Buenos Aires hacia el Norte, a Paraguay.
- 1813: la posta albergó al Regimiento de Granaderos y al General San Martín, en la persecución a buques realistas, que realizó desde el Cuartel del Retiro a San Lorenzo, donde tuvo el bautismo de fuego del Regimiento de Granaderos a Caballo.
- 17 de noviembre de 1823: se funda la primera escuela pública para varones en los Santos Lugares.

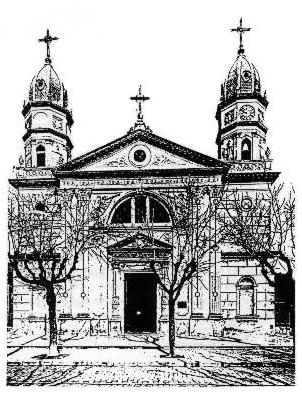
Iglesia de Jesús Amoroso (1874-1979)

- 1825: se crea la parroquia en este lugar, separándola de San Isidro, con el nombre de Jesús Amoroso. Su primer cura párroco fue Feliciano José Pueyrredón (hermano del exdirector Supremo Juan Martín de Pueyrredón). La iglesia provisoria de esta parroquia estaba ubicada en La Calera de los Franciscanos (actualmente el barrio porteño de Belgrano).
- 1834: la iglesia de Jesús Amoroso se traslada a la capilla vieja de los Franciscanos.
- 1836: se construye un templo nuevo frente a la actual capilla de la Plaza Central. Esta iglesia fue ampliada en 1856, refaccionada en 1865 y demolida en 1874 para construir una nueva catedral; a su vez esta sería demolida en 1979 para construir la nueva sede de la Diócesis de San Martín, cuya actual construcción es mucho más modesta que el proyecto original de reedificación de una nueva catedral.
- 1836: el pago de los Santos Lugares fue testigo del nacimiento del gran poeta José Hernández en la chacra de sus tíos maternos, los Pueyrredón. Hoy allí, en esa casa de 1831, funciona el Museo Histórico José Hernández - Chacra Pueyrredón.

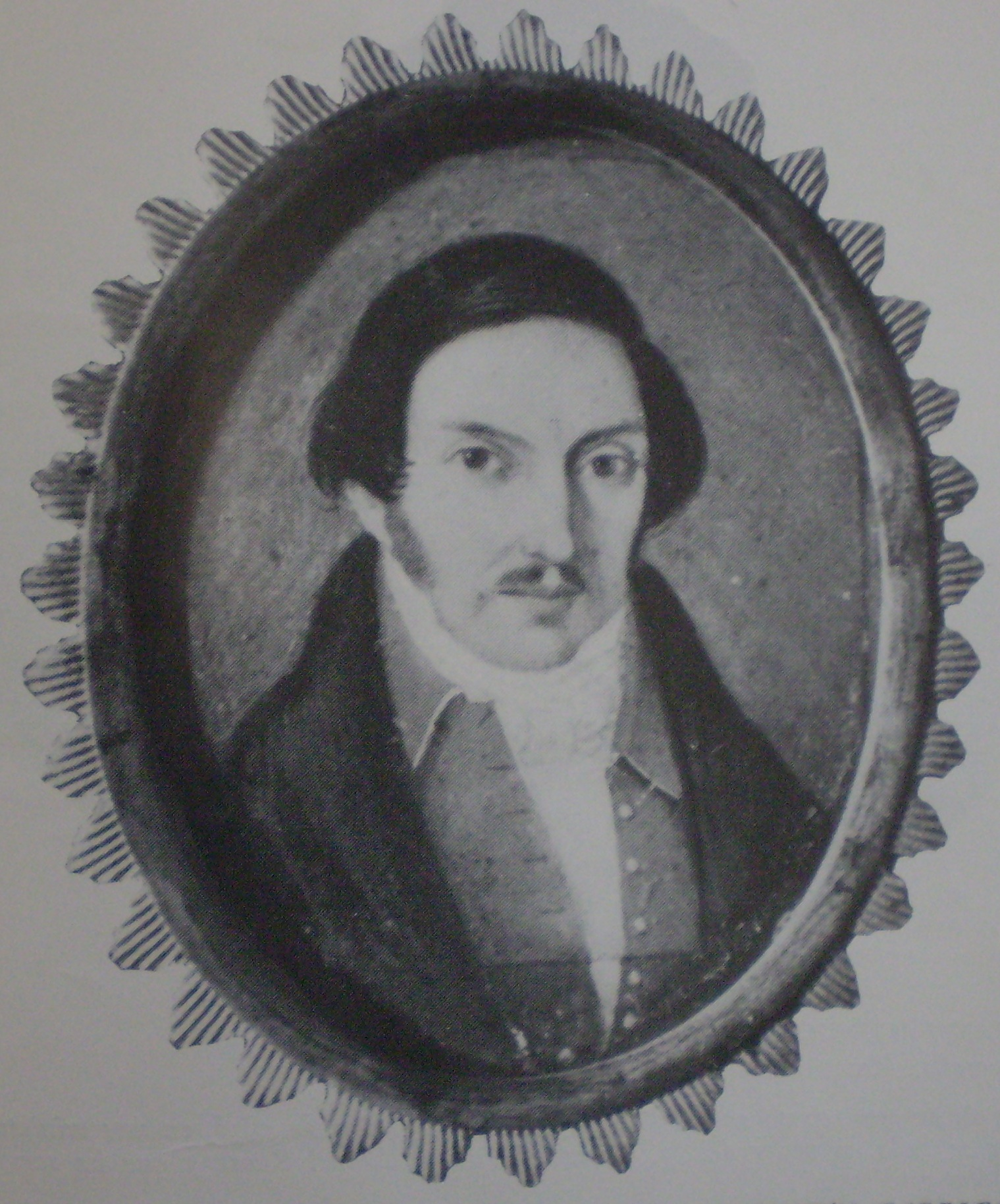
Agustín Garrigós

- 1836: vecinos dirigidos por Don Félix Ballester solicitan al poder ejecutivo, trazar calles y quintas. El oficial mayor del Ministerio de Gobierno Agustín Garrigós escribe en diciembre de 1836 ...¨Deseando por una parte llenar los justos deseos de ese virtuoso vecindario, transmitidos por la autoridad civil y por la otra no dejar al olvido de los tiempos el nombre santo de esos lugares que le acordaron sus antiguos padres, he creído que todo podía conciliarse fijando el siguiente nombre santo y militar: Santos Lugares de Rosas...¨.
- 11 de abril de 1837: el agrimensor Marcos Chiclana traza 81 manzanas, y 49 quintas. Cada manzana, dividida en cuatro solares.
- 1840: en el antiguo convento de los Mercedarios, el gobernador de la provincia de Buenos Aires, Juan Manuel de Rosas levantó el célebre Campamento de los Santos Lugares (localidad de San Andrés).

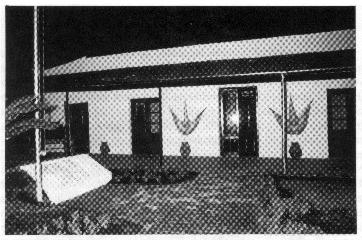
Museo Histórico Regional de San Martín "Brig. Gral. Don Juan Manuel de Rosas"

- 1848: en la cárcel del Campamento fusilan a Camila O'Gorman y al cura Ladislao Gutiérrez que habían huido juntos en diciembre de 1847. En la antigua comandancia de campamento (única edificación que quedó en pie después de la demolición en 1906) funciona el Museo de Historia Regional Brigadier General Don Juan Manuel de Rosas.
- 1852: Derrocado Juan Manuel de Rosas en la batalla de Caseros, el General vencedor Justo José de Urquiza retornando un mes después al lugar donde se desarrolló la batalla, agasajó a sus acompañantes con un asado en los Santos Lugares de Rosas. Con Urquiza se encontraba el dibujante y pintor oriental Juan M. Besnes e Irigoyen que realizó dibujos, en uno de ellos aparece la Iglesia de ¨Jesús Amoroso¨.
- 1856, ante un pedido de los pobladores del año anterior, se confecciona una nueva traza urbana, debido a la declinación de la población a partir de la caída de Rosas. El 6 de diciembre de ese año se sustituye el nombre de Santos Lugares de Rosas por el de General San Martín y el 18 de diciembre se aprueba el decreto que determina la nueva traza urbana y se crea la primera comisión de vecinos. Esta fue realizada por el agrimensor Juan Fernández y sirvió para que una población mayor se afincara definitivamente.
- 1857: la zona urbana del pueblo quedó comprendida con las manzanas entre las actuales avenidas Perdriel, Dr. Ricardo Balbín, Presidente J. D. Perón y 25 de Mayo
- 25 de febrero de 1864: se crea el partido de San Martín...¨teniendo en consideración que el rápido incremento que toma día a día el pueblo de General San Martín, se hace necesario crear para él autoridades que atiendan a su fomento y mejor desarrollo, así como a la custodia del orden y seguridad individual por la población en que ya cuenta que exige tener las propias y más inmediatas...¨. Don Félix Ballester es nombrado Juez de Paz y más tarde Presidente de la Comisión Municipal de Vecinos.
- 1873: nueva villa para el partido: Billinghurst, como resultado de una futura línea ferroviaria que uniría Buenos Aires con Rosario, pasando por San Martín y dicha villa. Este proyecto no prosperó pero el asentamiento sí.
- 1876: la importancia de San Martín se origina con el FF.CC. a Campana, creando una ruta rápida a Buenos Aires. Trabajadores provincianos se incorporaron a la población estable gracias a la instalación de galpones y talleres
- 1888: cimbronazo a las 3.20 del 5 de junio por el terremoto del Río de la Plata de 1888

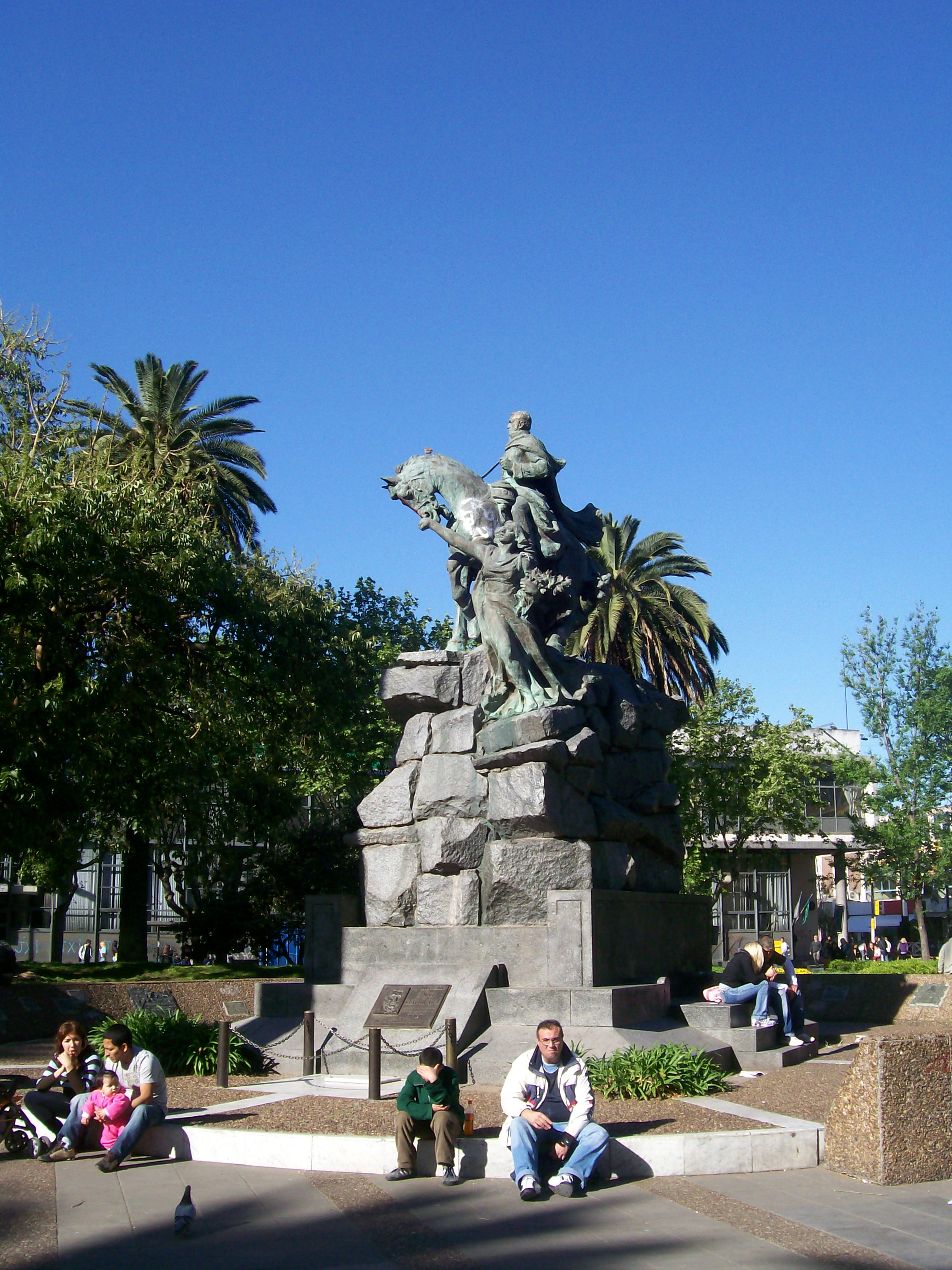
Monumento a San Martín.

- 1888: el Partido de General San Martín cede a la flamante Capital Federal sus tierras al sur de la Av. General Paz (que actualmente forman los barrios de Villa Pueyrredón, Villa Devoto y Villa Real). Para compensar esta secesión, el partido recibe las localidades de Ciudadela, José Ingenieros, Santos Lugares y Sáenz Peña (que pasarían a formar el Partido de Tres de Febrero en 1961).
- 1889: fundación del pueblo de Villa Ballester.
- 1892: se funda el pueblo de Caseros, que creció gracias al paso del FF.CC (1888), como el tranvía rural de Lacroze.
- 1900: San Martín tenía 27.000 hab. (11.000 en la traza urbana) y crecía su industria: se instaló una usina eléctrica que unía San Martín con el centro de Buenos Aires
- 1907: fundación de San Andrés.
- 1910: se coloca la piedra fundamental del monumento al General San Martín.
- 2 de noviembre de 1911: es elevado a la categoría de ciudad por Ley.
- 1912: en Villa Maipú, frente a la actual cancha de Chacarita se levantó el Hipódromo de San Martín que funcionaba los domingos a la mañana. La Municipalidad obtenía el 10 % de lo recaudado. Cerró sus puertas definitivamente en 1929.
- 11 de abril de 1915: se inaugura en la plaza principal la estatua ecuestre del Libertador.

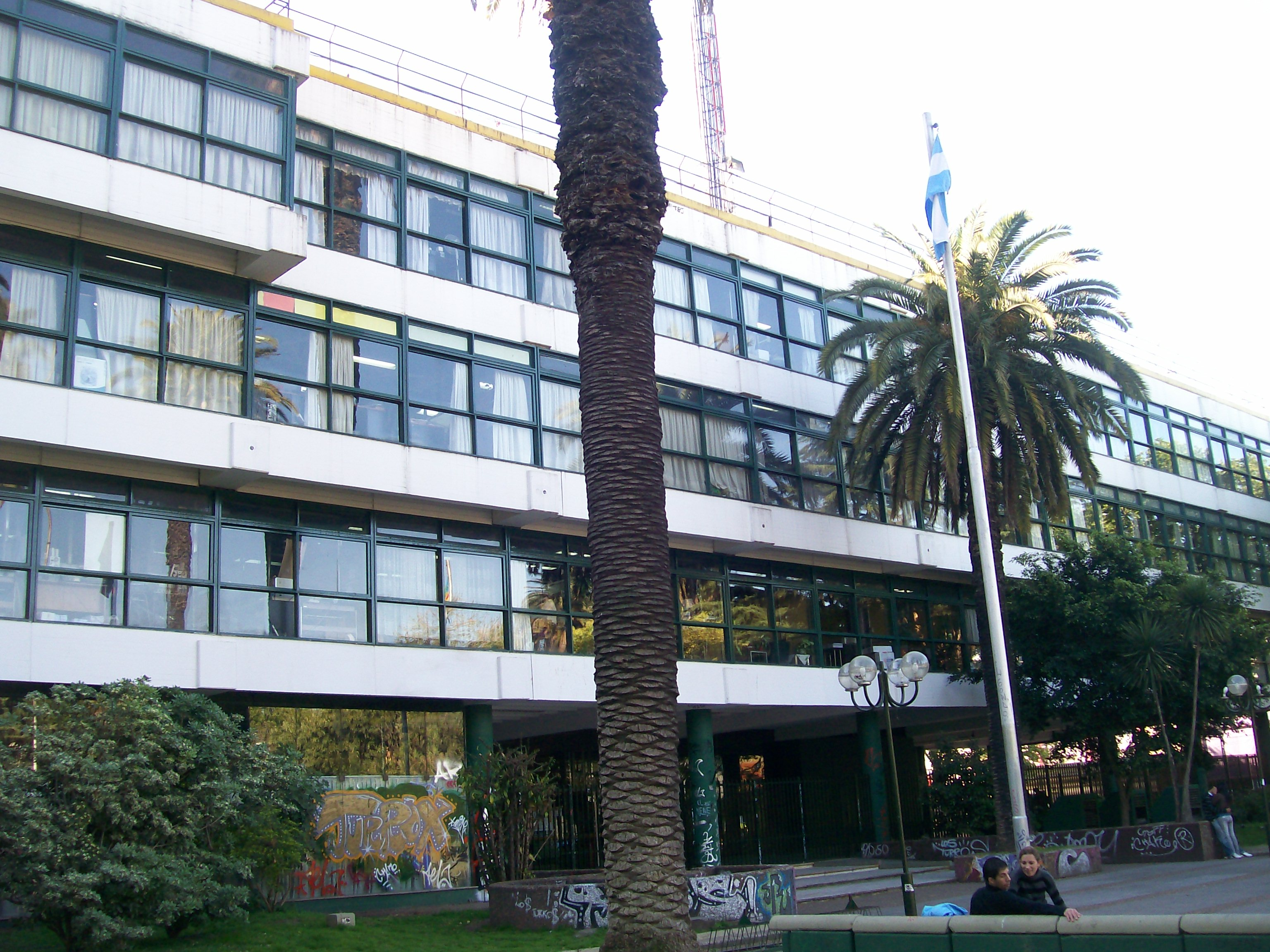
El Palacio Municipal, inaugurado en 1978.

- 1920: La Unión Cívica Radical accede a la intendencia con un destacado dirigente: Ángel Bonifacini.
- años 1920: autódromo ubicado en Villa Maipú entre la calle Estrada y la Av. Presidente Illía.
- 1929: la debacle económica mundial hace sentir su negativo efecto en la economía nacional.
- 1930: se interrumpió el orden constitucional ante el primer golpe de Estado por parte de las Fuerzas Armadas. El líder, el general José Félix Uriburu sublevó al Colegio Militar de la Nación (instalado en parte del antiguo Cuartel General de Rosas desde 1890) y algunas pequeñas unidades de Campo de Mayo. En la mañana del 6 de septiembre de 1930, estas pequeñas fuerzas parten con Uriburu a la cabeza, desde la plaza principal de San Martín hacia la Casa Rosada, donde destituyen a las autoridades radicales. El nuevo Intendente que tuvo el partido (elegido por la intervención federal a la Provincia de Buenos Aires) fue el Dr. Juan Guglialmelli (1929-1937).
- 1960: sufriría un importante desmembramiento, en una porción aproximada al 50 por ciento de su superficie, mediante el cual se creó el partido de Tres de Febrero.
- 1978: en plena dictadura militar, se inaugura el nuevo Palacio Municipal “Ejército de los Andes”, obra de los arquitectos Kalinsky y Picchiello.
- 2001: el 17 de enero nace Enzo Fernández, campeón del mundo con la selección Argentina en el Mundial de Catar 2022.

## Geografía

### Clima
| Parámetros climáticos promedio de General San Martín, BA | Parámetros climáticos promedio de General San Martín, BA | Parámetros climáticos promedio de General San Martín, BA | Parámetros climáticos promedio de General San Martín, BA | Parámetros climáticos promedio de General San Martín, BA | Parámetros climáticos promedio de General San Martín, BA | Parámetros climáticos promedio de General San Martín, BA | Parámetros climáticos promedio de General San Martín, BA | Parámetros climáticos promedio de General San Martín, BA | Parámetros climáticos promedio de General San Martín, BA | Parámetros climáticos promedio de General San Martín, BA | Parámetros climáticos promedio de General San Martín, BA | Parámetros climáticos promedio de General San Martín, BA | Parámetros climáticos promedio de General San Martín, BA |
| Mes                                                      | Ene.                                                     | Feb.                                                     | Mar.                                                     | Abr.                                                     | May.                                                     | Jun.                                                     | Jul.                                                     | Ago.                                                     | Sep.                                                     | Oct.                                                     | Nov.                                                     | Dic.                                                     | Anual                                                    |
| -------------------------------------------------------- | -------------------------------------------------------- | -------------------------------------------------------- | -------------------------------------------------------- | -------------------------------------------------------- | -------------------------------------------------------- | -------------------------------------------------------- | -------------------------------------------------------- | -------------------------------------------------------- | -------------------------------------------------------- | -------------------------------------------------------- | -------------------------------------------------------- | -------------------------------------------------------- | -------------------------------------------------------- |
| Temp. máx. abs. (°C)                                     | 39.7                                                     | 39.3                                                     | 37.5                                                     | 35.8                                                     | 30.4                                                     | 27.6                                                     | 27.8                                                     | 34.2                                                     | 34.3                                                     | 34.7                                                     | 36.0                                                     | 38.1                                                     | 39.7                                                     |
| Temp. máx. media (°C)                                    | 29.5                                                     | 28.7                                                     | 25.4                                                     | 22.3                                                     | 19.9                                                     | 16.3                                                     | 14.6                                                     | 15.1                                                     | 18.8                                                     | 22.7                                                     | 24.9                                                     | 27.0                                                     | 22.1                                                     |
| Temp. media (°C)                                         | 23.6                                                     | 23.0                                                     | 19.9                                                     | 16.9                                                     | 14.4                                                     | 10.8                                                     | 9.6                                                      | 10.5                                                     | 13.6                                                     | 16.6                                                     | 19.2                                                     | 21.4                                                     | 16.6                                                     |
| Temp. mín. media (°C)                                    | 17.8                                                     | 17.4                                                     | 14.5                                                     | 11.6                                                     | 8.9                                                      | 5.3                                                      | 4.7                                                      | 6.0                                                      | 8.5                                                      | 10.6                                                     | 13.6                                                     | 15.9                                                     | 11.2                                                     |
| Temp. mín. abs. (°C)                                     | 4.6                                                      | 1.9                                                      | -1.7                                                     | -4.8                                                     | -4.9                                                     | -6.3                                                     | -7.2                                                     | -5.4                                                     | -4.5                                                     | -3.9                                                     | -0.3                                                     | 1.8                                                      | -7.2                                                     |
| Precipitación total (mm)                                 | 120.1                                                    | 119.0                                                    | 140.5                                                    | 100.4                                                    | 74.8                                                     | 69.6                                                     | 68.9                                                     | 70.3                                                     | 70.7                                                     | 117.2                                                    | 109.0                                                    | 111.3                                                    | 1171.8                                                   |
| Nevadas (cm)                                             | 0                                                        | 0                                                        | 0                                                        | 0                                                        | 0                                                        | 0                                                        | 0                                                        | 0                                                        | 0                                                        | 0                                                        | 0                                                        | 0                                                        | 0                                                        |
| Días de precipitaciones (≥ )                             | 10                                                       | 10                                                       | 9                                                        | 9                                                        | 8                                                        | 6                                                        | 5                                                        | 7                                                        | 8                                                        | 9                                                        | 10                                                       | 10                                                       | 101                                                      |
| Días de nevadas (≥ 0)                                    | 0                                                        | 0                                                        | 0                                                        | 0                                                        | 0                                                        | 0                                                        | 0                                                        | 0                                                        | 0                                                        | 0                                                        | 0                                                        | 0                                                        | 0                                                        |
| Horas de sol                                             | 270                                                      | 240                                                      | 190                                                      | 175                                                      | 170                                                      | 135                                                      | 140                                                      | 175                                                      | 180                                                      | 215                                                      | 255                                                      | 260                                                      | 2405                                                     |
| Humedad relativa (%)                                     | 68                                                       | 67                                                       | 89                                                       | 83                                                       | 78                                                       | 75                                                       | 80                                                       | 81                                                       | 80                                                       | 79                                                       | 72                                                       | 70                                                       | 76.8                                                     |
| Fuente: Servicio Meteorológico Nacional Argentino        |                                                          |                                                          |                                                          |                                                          |                                                          |                                                          |                                                          |                                                          |                                                          |                                                          |                                                          |                                                          |                                                          |

Área de
- Tormentas severas periódicas
- Posibles formaciones tornádicas y granizo severo esporádico.
- Baja sismicidad, con silencio sísmico de 137 años

## Personalidades

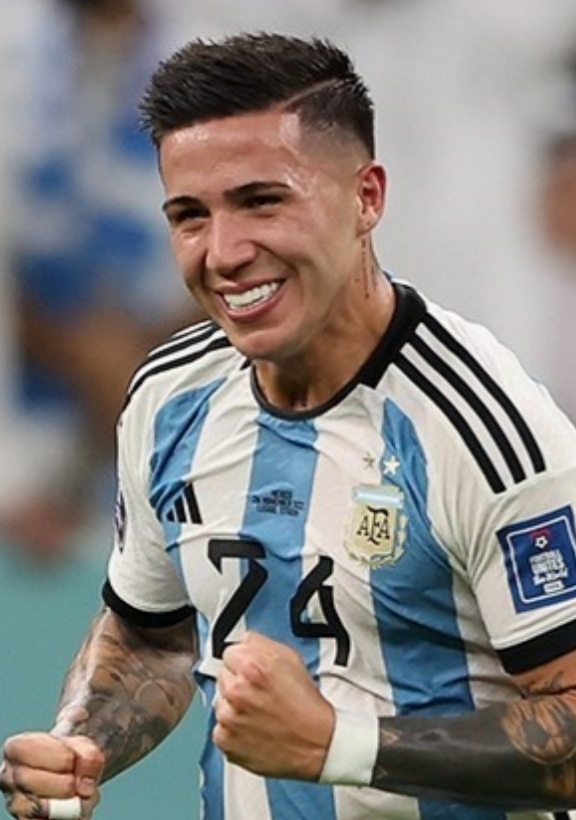
Enzo Fernández, futbolista campeón en la Copa Mundial de Fútbol de 2022.
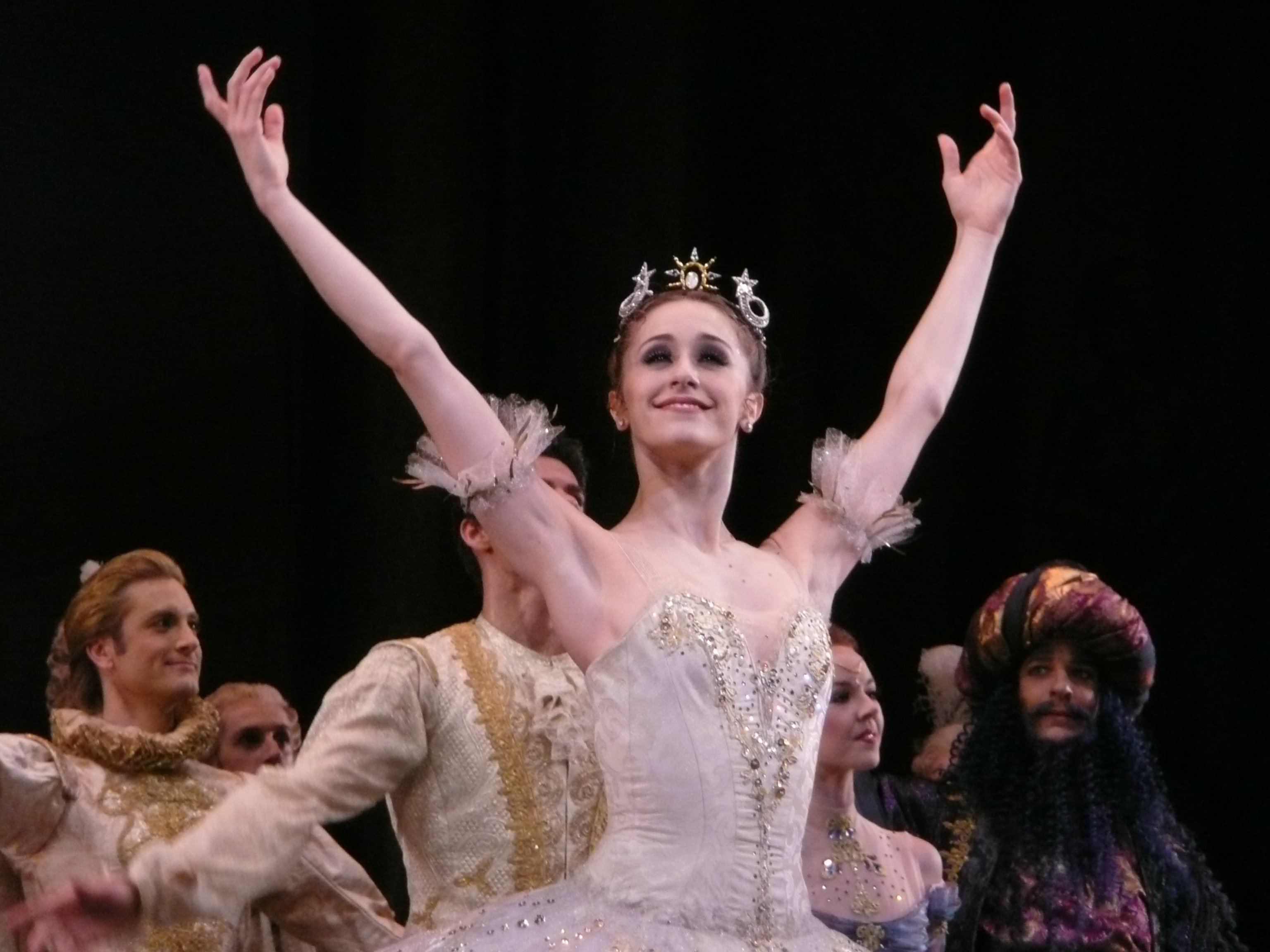
Marianela Núñez, bailarina clásica principal en el Royal Ballet de Londres.
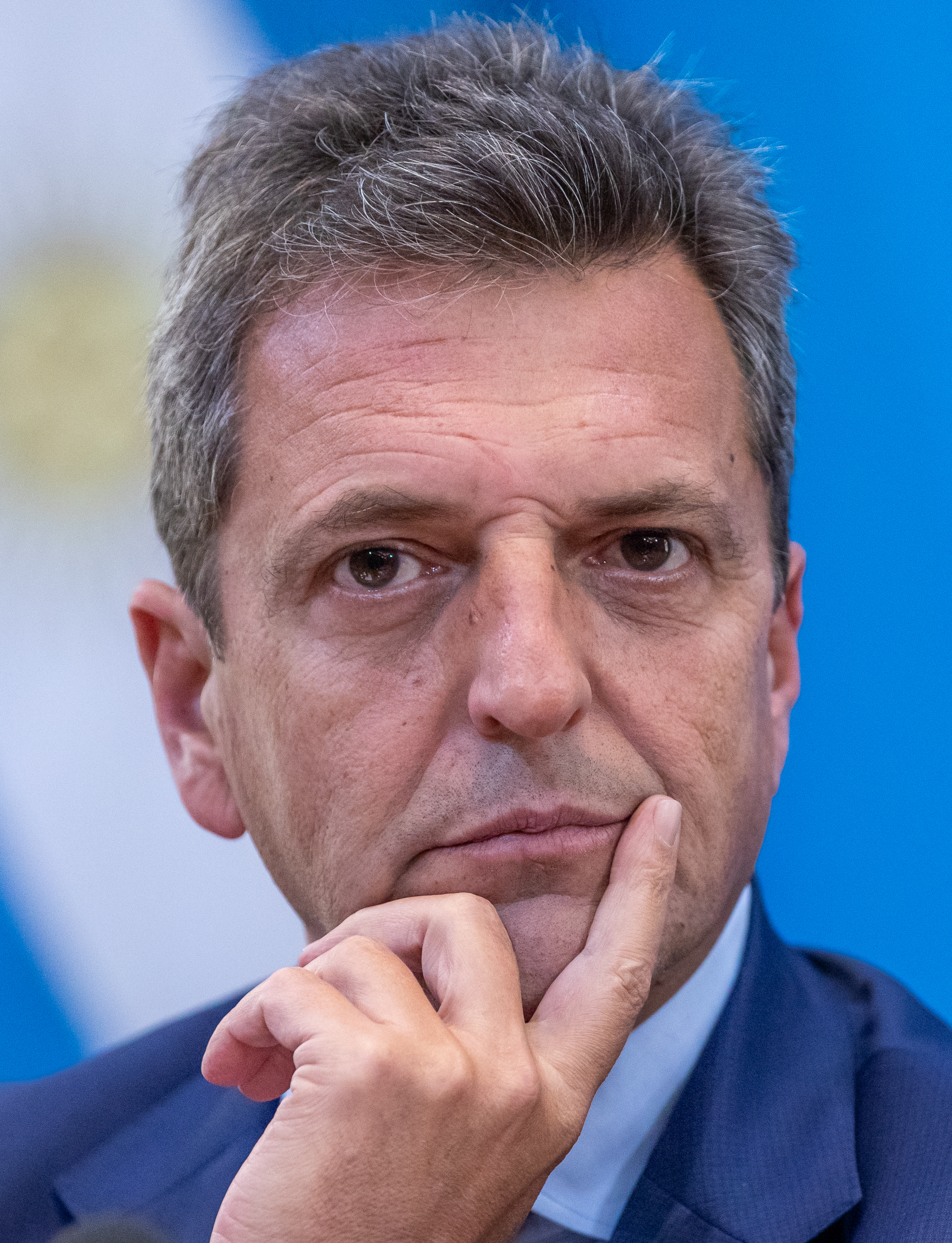
Sergio Massa, dirigente político ex-ministro de Economía dos veces candidato a presidente de la nación
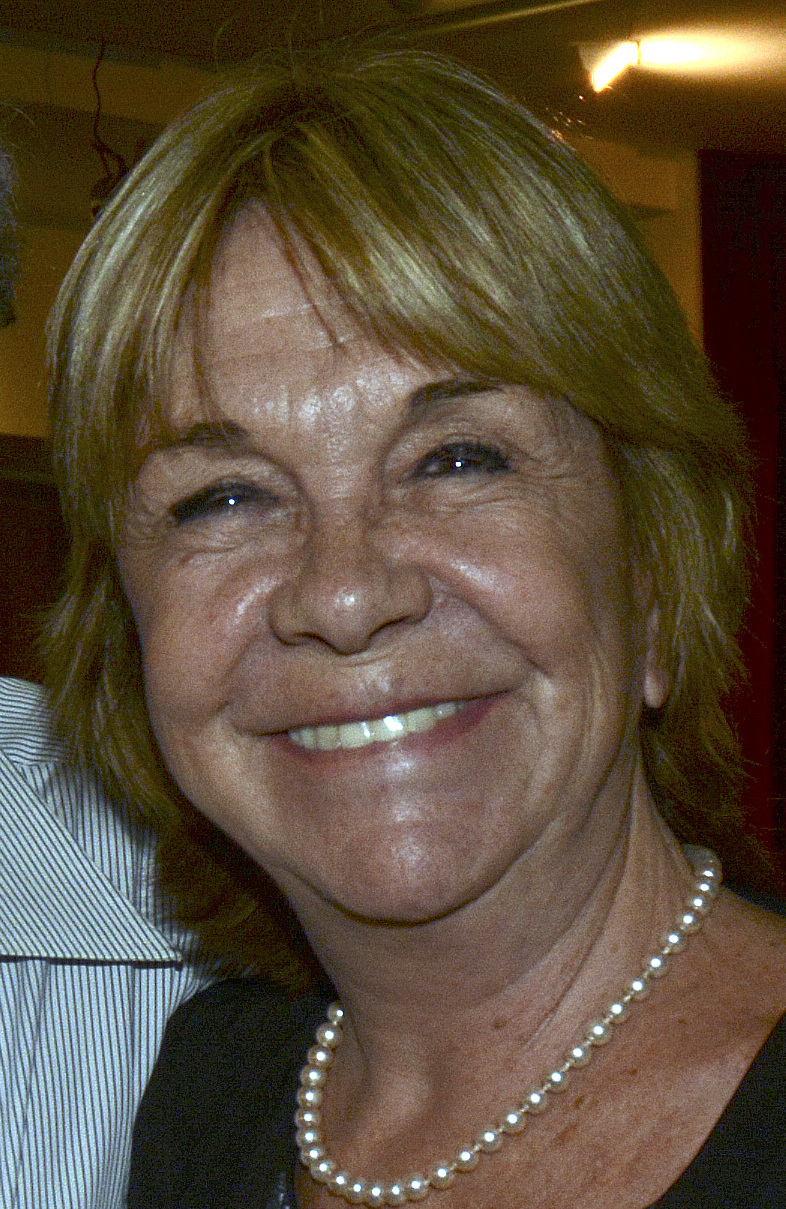
Virginia Lago, actriz argentina con una extensa trayectoria en teatro, cine y televisión y conducción.
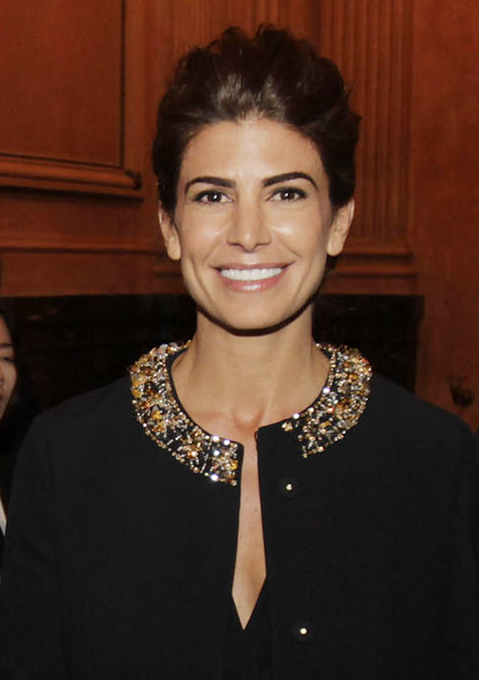
Juliana Awada, Primera Dama Argentina y dueña de la marca de ropa Awada
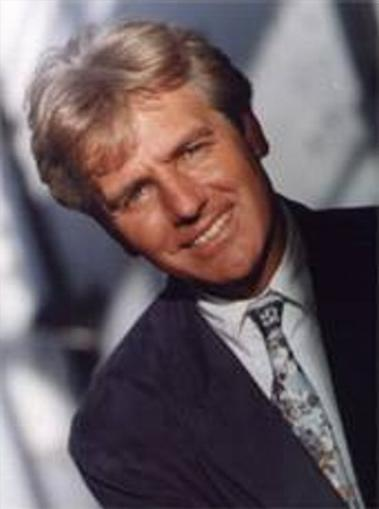
Sergio Denis, cantante argentino.

## Hermanamientos
Ciudades hermanadas con San Martín:
- Civitanova Marche, Italia
- Pordenone, Italia
- Alytus, Lituania
- Maipú, Chile
- Vilna, Lituania

## Despliegue de lasFuerzas Armadas argentinasen San Martín
| Unidades pertenecientes a la Guarnición Militar Buenos Aires Coronel Doctor Roque Sáenz Peña | Sigla |
| -------------------------------------------------------------------------------------------- | ----- |
| Liceo Militar General San Martín                                                             | LMGSM |

## Parroquias de la Iglesia católica en San Martín
| Diócesis   | San Martín |
| ---------- | --- |
| Parroquias | Catedral Jesús Buen Pastor, María Inmaculada, Nuestra Señora del Rosario (en Villa Progreso), Nuestra Señora del Santísimo Sacramento |